# Anu Malik

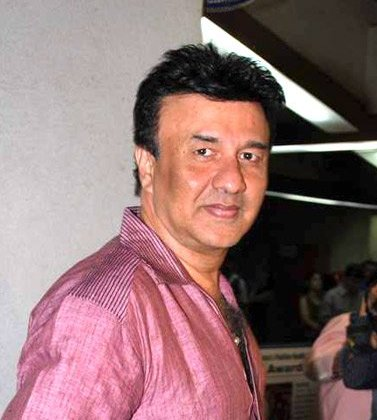
Malik im Jahr 2009

Anu Malik (Hindi: अनू मलिक, Anū Malik; auch अन्नू मलिक, Annū Malik; * 1960 in Mumbai) ist ein indischer Komponist. Er schreibt Lieder für den Hindi-Film.

## Biographie
Malik ist der Sohn des Komponisten Sardar Malik (1925–2006) und hatte sein Filmdebüt 1981 mit Poonam. Sein Durchbruch kam jedoch erst 1993 und mit dem Gewinn eines Filmfare Awards für Baazigar. Malik fand trotz seines Erfolges auch in den 1990er Jahren wenig Anerkennung, ihm – wie den meisten indischen Filmkomponisten – wurde Plagiarismus vorgeworfen, er soll Melodien sowohl von westlichen Musiken als auch von indischen Komponisten verwendet haben. Seitdem er 2001 für Refugee mit einem National Film Award ausgezeichnet wurde, gilt er nun als einer der vielseitigsten Komponisten. Sein Song Chamma Chamma aus China Gate wurde auch in dem englischen Film Moulin Rouge verwendet und Chunari Chunari aus Biwi No. 1 war Soundtrack in Monsoon Wedding. Mit seiner Arbeit für Liebe lieber indisch gehört er zu den wenigen seiner Kollegen, die auch in internationalen Produktionen beschäftigt waren.
Malik singt mitunter auch in seinen Liedern. Für Filme mit Salman Khan, Akshay Kumar und Shahid Kapoor war er Leadsänger, meist tritt er aber im Hintergrundchor auf.

## Preise
Anu Malik gewann den National Film Award/Beste Musik für den Film Refugee (2001) und ist zweifacher Gewinner des Filmfare Award/Beste Musik, für Baazigar (1993) und für Ich bin immer für Dich da! (Main Hoon Na) (2004). Für Main Hoon Na bekam er auch einen Screen Weekly Award.